# Benigno Luigi Papa
Benigno Luigi Papa (ur. 25 sierpnia 1935 w Spongano, zm. 6 marca 2023 w Martina Franca) – włoski duchowny rzymskokatolicki, w latach 1990–2001 arcybiskup Tarentu.

## Życiorys
Święcenia kapłańskie przyjął 25 marca 1961. 29 września 1981 został mianowany biskupem Oppido Mamertina-Palmi. Sakrę biskupią otrzymał 27 grudnia 1981. 11 maja 1990 objął stolicę arcybiskupią Tarentu. 21 listopada 2011 przeszedł na emeryturę. Od 4 kwietnia 2016 do 7 stycznia 2017 był administratorem apostolskim Messina-Lipari-Santa Lucia del Mela.